# Betokan
Betokan is een bestuurslaag in het regentschap Demak van de provincie Midden-Java, Indonesië. Betokan telt 4622 inwoners (volkstelling 2010).